# Spa (Belgija)
Spa (francuski izgovor: [spa]; valonski: Spå) je grad i općina u belgijskoj regiji Valoniji, pokrajina Liège, čije je ime postalo eponim za toplice s ljekovitim svojstvima. Grad je smješten u Ardenima 35 km jugoistočno od Liègea i 45 km jugozapadno od Aachena.
Spa je jedno od najpopularnijih turističkih odredišta u Belgiji, poznato po svojim prirodnim mineralnim izvorima i proizvodnji mineralne vode "Spa" , koja se izvozi diljem svijeta. Automobilska trkaća staza Spa-Francorchamps, južno od obližnjeg sela Francorchamps, također je domaćin godišnje Velike nagrade Belgije Formule 1 i raznih utrka izdržljivosti poput „24 sata Spa”.
Godine 2021., Spa je postao dio transnacionalne UNESCO-ve svjetske baštine poznate kao „Veliki lječilišni gradovi Europe”, upravo zbog svojih poznatih mineralnih izvora i arhitektonskog svjedočanstva uspona europske kulture kupki u 18. i 19. stoljeću.

## Zemljopis
Uz Eupen, Monschau i Malmedy, Spa je jedan od naselja oko Visokih močvara (prekogranična visoravan u obliku štita u Njemačkoj i Belgiji) i nalazi se u dolini Wayai. Iz malog jezera Warfaaz rijeka Wayai teče podzemno kroz Spa. Spa i okolica leže na nadmorskoj visini između 240 i 480 metara .

## Etimologija
Među raznim hipotezama koje se iznose o etimološkom podrijetlu imena Spa je i ona o „izvoru koji šiklja”, od latinskog sparsa što znači „raspršen” ili „šikljati”. Druga hipoteza povezuje riječ sa značenjem „slobodnog prostora”, od valonskog spâ i od latinskog spatia, množine od spatium. Jedna teorija povezuje ime s germanskom riječi koja znači izbaciti / ispljunuti. 

## Povijest
Izvori Spa možda su bili poznati već u rimsko doba za vrijeme Plinija Starijeg, kada se lokacija zvala Aquae Spadanae, ili barem u ranom srednjem vijeku za vrijeme svetog Remakla (7. stoljeće), osnivača obližnjih opatija Stavelot i Malmedy. 
Podrijetlo imena Spa je sporno, ali se u svakom slučaju odnosilo se na izvor, a to ime prenijelo se na selo koje se ovdje razvilo od 14. stoljeća. U srednjem vijeku, Spa je pripadao markgrofoviji Franchimont (po dvorcu u susjednom Theuxu) i dobio je gradska prava 1594. godine.
Lječilišni grad Spa duguje svoj ugled izvorima mineralne vode. Ova voda, koja je relativno rano bila povezana s važnim ljekovitim moćima, izvire na brojnim mjestima (pouhons), kako u neposrednoj blizini grada tako i u njegovom središtu. Od 18. stoljeća nadalje, Spa se razvio u mjesto susreta okrunjenih glava i slavnih osoba, tako da je grad na kraju dobio nadimak Café de l'Europe. 
Sustavno arhitektonsko širenje u toplice započelo je u 18. st. i trajalo je do 19. st. Josip II., car Svetog Rimskog Carstva, posjetio je toplice 1781. godine.
Tijekom Prvog svjetskog rata, sjedište njemačkog Vrhovnog zapovjedništva vojske nalazilo se u Spa od ožujka do studenog 1918. U studenom je tamo služila jurišna bojna br. 5 (Rohr) za zaštitu grada, kao i za zaštitu cara Wilhelma II.
Spa konferencija održana je od 5. do 16. srpnja 1920. Bila je to prva konferencija od Prvog svjetskog rata na kojoj su sudjelovali njemački državnici, uključujući kancelara Konstantina Fehrenbacha i ministra vanjskih poslova Waltera Simonsa . Konferencija se bavila pitanjem reparacija koje je Njemačko Carstvo trebalo platiti pobjedničkim silama Antante nakon gubitka rata, kao i razoružanjem Njemačke.
U drugoj polovici 20. stoljeća Toplice su isprva doživjele postupni pad. Početkom 21. stoljeća u tijeku je rekonstrukcija u moderni centar za odmor i wellness, uz opsežne radove na obnovi dotrajalih zgrada i uspostavljanje nove turističke infrastrukture.
Zajedno s deset drugih europskih toplica, Velikim toplicama Europe, Spa je 24. srpnja 2021. god. upisan na UNESCO-ov popis mjesta svjetske baštine u Europi. 

## Znamenitosti
Mnogi od slavnih izvoraSpa, njih oko 300 ukupno, su locirani na padini brda južno od grada. Rasprostranjeni po cijelom Spa i oko njega, izvori prirodne mineralne vode (pouhons) otvoreni su za posjetitelje. Neki su nazvani po poznatim ljudima koji su ih posjetili, a kružna staza omogućuje vam posjet sljedećim izvorima:
- Pierre-le-Grand (nazvan po caru Petru Velikom, koji je posjetio Spa 1717. godine) s dvoranom s fontanama iz 1880. i parkom; voda teče iz željezne slavine u obliku ribe, koja je postala simbol turističke promocije grada.
- Prince de Condé (izvor nazvan po princu od Condéa) s većim sadržajem minerala, otkriven tek u 19. stoljeću. Dvorana fontana s kraja stoljeća, izrađena od stakla i metala, prekrivena je 1988. staklenom piramidom (arhitekt Marcel Geenen).
- Tonnelet, ovaj izvor bio je poznat već u 17. stoljeću; ime je dobio po malim bačvama u kojima se prije skupljala voda
- Sauvenière et de Groesbeek je najstariji poznati izvor u gradu, koji turistički marketing povezuje s legendom o otisku sandala svetog Remakla. Oduvijek je bio ljekoviti izvor za mlade bračne parove koji još nisu zatrudnjeli.
- Géronstère sa sumpornom vodom, koju je pio i Petar Veliki, te
- Barisart, izvor koji je nekontrolirano tekao kroz livade u 19. stoljeću.

Povijesne gradske građevine koncentrirane su oko trga Place Royale i okolnih uličica nasuprot spa parka:
- Stare termalne kupelji (bains) na Place Royale izgradio je flamanski arhitekt Tielemana Franciscusa Suysa između 1862. i 1868. u neoklasičnom stilu. Zatvorene su 2004. god., a li postoje planovi za obnovu zgrade i njezinu prenamjenu u luksuzni hotel i tržni centar.
- Casino de Spa (slika desno) i susjedni Kursaal iz 1920. godine zamijenili su zgradu Redoutea, osnovanog 1762. godine, za koji grad Spa tvrdi da je najstariji kasino na svijetu, a koja je izgorjela 1917. godine. Nove prostorije su opremljene plesnom dvoranom i kazalištem, a ponuđene igre uključuju američki i engleski rulet, blackjack, poker i bingo.
- Crkva sv. Remakla, u rajnskom neoromaničkom stilu, datira iz 1885., izgrađena na mjestu starije iz 16. st.
- Waux -Hall, druga igraonica, arhitekta Jacquesa-Barthélemyja Renoza izgrađena je 1770. godine u stilu Luja XVI. (predrevolucionarni neoklasicizam)
- Sadašnja gradska vijećnica, nekada Grand Hotel za goste toplica, datira iz 1762. (također stil Luja XVI., arhitekt Barthélémy Digneffe, koji je projektirao i prvu zgradu kasina).
- Parc de Sept Heures je otvoren za javnost 1758. god., a ime je donio po tomu što su se posjetitelji toplica ovdje sastajali oko 19 sati ispod monumentalne metalne konstrukcije arhitekta Williama Hansena. U topličkom parku se nalazi i Galerija Leopolda II. (1878.), koja spaja dva paviljona. Spomenici u parku veličaju povijesne događaje i istaknute posjetitelje, kao što su spomenik bojniku Williamu Radcliffeu, te skladatelju Giacomu Meyerbeeru, Jeanu d'Ardenneu piscu rođenom u Spa, i maršalu Ferdinandu Fochu.
- Staklena panoramska uspinjača iz hotela Radisson Blu (2006.) vodi do termalnih kupelji koje se nalaze na brdu Colline d' Annette et Lubin neposredno iznad grada. Brdo je dobilo ime po dva protagonista iz jednog od djela Jean-Françoisa Marmontela, za koje se kaže da su modelirani prema dvjema stvarnim osobama iz grada Spa.
- Nova termalna kupola pod visokom staklenom kupolom, zajedno s vanjskim prostorom, tvori površinu od 800 m² s termalnom vodom topline od 32 °C; tu su i sauna, solariji, turska kupelj, kao i razni tretmani.

- Pouhon Petra Velikog
- Fontana u parku Jardins du Casino
- Crkva Gospe i svetog Remaclea
- Uspinjača do centra Thermoludism
- Grand Hôtel de Spa (kraj 18. st.).
- Art nouveau Maison Charlier (1900.)

## Stanovništvo
- Izvor: Direction générale Statistique Belgique (DGS) od 1831. do 1981, te od 1990. - broj stanovnika svakog 1. siječnja[6]

## Gospodarstvo
Glavni dio gospodarstva Spa usmjeren je na turizam, te proizvodnju i marketing mineralnih voda još od 16. stoljeća. Turizam termalnih lječilišta u Spa kao os gospodarskog razvoja datira iz 1868. godine otvaranjem Starih kupki (Bains de Spa). Krajem 2006. godine otvoren je novi centar za termalizam koji ga je zamijenio na brdu Annette i Lubin. God. 2007. zabilježeno je 16 hotela različitih kategorija, obiteljskog centra za odmor, tridesetak soba za goste, desetak namještenih kuća za odmor ili turističkih smještaja, kampa, 45 restorana i 15 kafića, barova i pivnica.
No, 2008. god. zabilježan je pad broja „aktivnih poduzeća” ispod 600 (dostignuto 1998.), a stopa nezaposlenosti porasla na 20,85% (4% više od valonskog prosjeka od 16,8%), dok su se cijene nekretnina povećale; stambenih kuća za 52%, stanova za 41%, te poslovnih prostora za 26,6%.
Spa-Monopole proizvodi i prodaje vodu iz tri Spa izvora (Spa Reine - njihov vodeći proizvod, te Spa Barissart i Spa Marie-Henriette), kao i druge Spa mineralne vode poput gaziranih i mirnih limunada. Spa-Monopole dominira tržištem mineralne vode u Beneluksu.

## Promet
Grad ima željeznički kolodvor Gare de Spa na željezničkoj pruzi Pepinster–Spa-Géronstère. Pruga završava na stanici Géronstère, jednoj stanicu iza kolodvora. Preostali dio pruge sada se koristi kao pješačka i biciklistička staza (RAVeL).
Spa je povezan s belgijskom mrežom autocesta putem autoceste A27 / E42, a do Spa se može doći i autocestom A26 / E25. Autobusima i uspinjačom upravlja valonska tvrtka javnog prijevoza TEC.
Regionalna zračna luka Spa-Sauvernière popularna je među padobrancima iz cijele Europe zbog liberalnih belgijskih zakona.

## Sport
U susjednom Francorchampsu nalazi se trkaća staza Spa-Francorchamps, izgrađena 1920-ih na otprilike 14 kilometara dugom trokutu seoskih cesta između gradova Francorchampsa, Blanchimonta i Stavelota. Ovdje se nalazi i muzej trkaćih staza.
Nakon preinaka od 1983. god. ona je aktualna staza na kojoj se vozi Velika nagrada Belgije u prvenstvu Formule 1.
Već 1893. godine na visoravni iznad izvora Sauvenière nalazilo se golf igralište s 9 rupa. Sadašnji teren s 18 rupa, Royal Golf Club des Fagnes, koji je dizajnirao Tom Simpson 1920-ih, smješten je usred parka s povijesnim, stoljetnim drvećem.

## Zbratimljeni gradovi
- Bad Homburg, Njemačka
- Bad Mondorf , Luksemburg
- Bad Tölz, Njemačka
- Cabourg, Francuska
- Chur, Švicarska
- Eguisheim , Francuska
- Gabicce Mare, Italija
- La Garde, Francuska
- Hinterzarten, Njemačka
- Jurmala, Latvija
- Terracina, Italija

## Vanjske poveznice
|  | Zajednički poslužitelj ima još gradiva o temi Spa (Belgija) |

- (engl.) List of protected heritage sites in Spa, Belgium
- (fr.) Les Francofolies de Spa